# アシュカン
アシュカン（ペルシア語: عاشقان、ラテン文字: ‘Āsheqān;およびAshkan、Hāshekān）は、イラン・イスラム共和国、ホルモズガーン州、ミーナーブ郡、ビャバン地区に所在する村。
2006年に行われた人口調査によって、アシュカンには24の家族と115の人々がいることが判明した。